# Billlie
Billlie (en hangul, 빌리), estilizado como Billlǃə, es un grupo femenino surcoreano formado por la compañía Mystic Story. Debutó originalmente como un grupo de seis integrantes: Moon Sua, Suhyeon, Haram, Tsuki, Siyoon y Haruna. Posteriormente se unió Sheon como la séptima integrante.

## Historia
Antes de subir al escenario en 2021, los siete miembros hicieron su primera aparición a mediados del 20 de octubre de 2015 en el vídeo musical de Twice "Like Ooh-Ahh".

### 2021–presente: Debut conThe Billage of PerceptionyThe Collective Soul and Unconscious
Billlie debutó el 10 de noviembre de 2021 con el EP The Billage of Perception: Chapter One, que consistió en seis canciones. En el álbum se incluyó el sencillo principal «Ring X Ring» y el tema «Flowerld». El 19 de noviembre se anunció que Kim Su-yeon, quien había participado en el programa Girls Planet 999, se uniría al grupo bajo el nombre artístico Sheon (션) y participaría en su próximo disco. El día 27 del mismo mes, Sheon realizó su primera aparición con el grupo e interpretó el sencillo «Ring X Ring» junto con el resto de miembros en el programa de música Show! Music Core.
El 14 de diciembre, el grupo publicó su primer álbum sencillo The Collective Soul and Unconscious: Snowy Night junto con el tema «Snowy Night» como el sencillo principal. El 11 de febrero de 2022 se confirmó que Billlie lanzaría su segundo EP el día 23 del mismo mes, The Collective Soul and Unconscious: Chapter One, junto con el sencillo «GingaMingaYo (the strange world)». El 1 de marzo, el grupo lanzó su primera banda sonora, titulada The Collective Soul and Unconscious: Chapter One Original Soundtrack from "What is Your B?", que contiene la música usada en su cortometraje What is Your B?
Durantte el año 2024, han estado en su gira "Our Flowerld" donde han recorrido distitnos países de Europa, Asia y América.

## Integrantes
- Moon Sua (en hangul, 문수아)[8]
- Suhyeon (en hangul, 수현)[8]
- Haram (en hangul, 하람)[8]
- Tsuki (en hangul, 츠키)[8]
- Sheon (en hangul, 션)[2]
- Siyoon (en hangul, 시윤)[8]
- Haruna (en hangul, 하루나)[8]

## Discografía
| EPs - 2021: The Billage of Perception: Chapter One - 2022: The Collective Soul and Unconscious: Chapter One - 2022: The Billage of Perception: Chapter Two - 2023: The Billage of Perception: Chapter Three Álbumes sencillos - 2022: Track by Yoon: Patbingsu - 2023: Side-B: Memoirs of Echo Unseen Bandas sonoras - 2022: The Collective Soul and Unconscious: Chapter One Original Soundtrack from "What is Your B?" - 2022: The Billage of Perception: Chapter Two Original Soundtrack from "The End of the World and the Awakening" | EPs - 2024: Knock-on Effect Álbumes sencillos - 2023: GingaMingaYo (The Strange World) -Japanese ver.- |

### Sencillos
| Título                                                                             | Año  | Posición más alta | Posición más alta | Álbum                                            |
| Título                                                                             | Año  | COR               | JPN               | Álbum                                            |
| ---------------------------------------------------------------------------------- | ---- | ----------------- | ----------------- | ------------------------------------------------ |
| «Ring X Ring»                                                                      | 2021 | 167               | —                 | The Billage of Perception: Chapter One           |
| «Snowy Night»                                                                      | 2021 | —                 | —                 | The Collective Soul and Unconscious: Snowy Night |
| «GingaMingaYo (the strange world)»                                                 | 2022 | 92                | 4                 | The Collective Soul and Unconscious: Chapter One |
| «Patbingsu» (con Yoon Jong-shin)                                                   | 2022 | 144               | —                 | Sin álbum                                        |
| «Ring Ma Bell (What a Wonderful World)»                                            | 2022 | 32                | —                 | The Billage of Perception: Chapter Two           |
| «Eunoia»                                                                           | 2023 | 47                | —                 | The Billage of Perception: Chapter Three         |
| «BYOB (bring your own best friend)»                                                | 2023 | —                 | —                 | Side-B: Memoirs of Echo Unseen                   |
| «Dang! (hocus pocus)»                                                              | 2023 | —                 | —                 | Side-B: Memoirs of Echo Unseen                   |
| «DOMINO - Butterfly Effect»                                                        | 2024 | —                 | —                 | Knock-on Effect                                  |
| «—» indica que el sencillo no alcanzó posición alguna o no fue lanzado en el país. |      |                   |                   |                                                  |